# سانهين (باد كاليه)
سانهين، باد كاليه (بالفرنسية: Sanghen)‏ هي بلدية تقع في إقليم باد كاليه من منطقة نور با دو كاليه في شمال فرنسا. تبلغ مساحة هذه المدينة 6.17 (كم²)، وترتفع عن سطح البحر 87 م، يبلغ عدد سكانها 259 نسمة حسب إحصاء المعهد الوطني للإحصاء والدراسات الاقتصادية سنة 2009 م. وترأس Jean-Pierre Doye البلدية خلال فترة (2008-2014).